# Tantilla jani
Espèce
Synonymes
- Homalocranium jani Günther, 1895
- Homalocranium fuscum Boulenger, 1896
- Tantilla fusca Slevin, 1939
- Tantilla cuesta Wilson, 1982

Statut de conservation UICN

 VU B1ab(iii) : Vulnérable
Tantilla jani  est une espèce de serpents de la famille des Colubridae.

## Répartition
Cette espèce se rencontre au Guatemala et dans le sud du Mexique.

## Description
Dans sa description l'auteur indique que le plus grand spécimen en sa possession mesure 24 cm. Son dos est grisâtre ou brunâtre et sa face ventrale blanche.

## Étymologie
Cette espèce est nommée en l'honneur de Giorgio Jan.

## Publication originale
- Günther, 1895 : Reptilia and Batrachia, Biologia Centrali-Américana, Taylor, & Francis, London, p. 1-326 (texte intégral).